# قرار مجلس الأمن التابع للأمم المتحدة رقم 1252
قرار مجلس الأمن التابع للأمم المتحدة رقم 1252، المتخذ بالإجماع في 15 تموز / يوليو 1999، بعد الإشارة إلى القرارات السابقة بشأن كرواتيا بما في ذلك القرارات 779 (1992) و981 (1995) و1147 (1998) و1183 (1998) و1222 (1999) أذن المجلس لبعثة مراقبي الأمم المتحدة في بريفلاكا بمواصلة رصد نزع السلاح في منطقة شبه جزيرة بريفلاكا في كرواتيا حتى 15 كانون الثاني / يناير 2000.
ورحب مجلس الأمن بالرفع الأخير للقيود المفروضة على حرية حركة بعثة مراقبي الأمم المتحدة في بريفلاكا وتحسين التعاون من كرواتيا، لكنه أشار في الوقت نفسه الانتهاكات الطويلة الأمد لنظام التجريد من السلاح ووجود القوات اليوغوسلافية وأحياناً الكرواتية. كما أعيد فتح نقاط العبور بين كرواتيا والجبل الأسود كتدبير هام لبناء الثقة أدى إلى حركة مرور المدنيين في كلا الاتجاهين.
وحث كل من كرواتيا وجمهورية يوغوسلافيا الاتحادية (صربيا والجبل الأسود) على التنفيذ الكامل لاتفاق بشأن تطبيع العلاقات بينهما، ووقف انتهاكات نظام التجريد من السلاح، وتخفيف التوتر، وضمان حرية تنقل مراقبي الأمم المتحدة. طُلب من الأمين العام كوفي عنان تقديم تقرير بحلول 15 تشرين الأول / أكتوبر 1999 عن التوصيات المتعلقة بتدابير بناء الثقة بين الطرفين. وأخيرًا، فإن قوة تثبيت الاستقرار، المأذون بها في القرار 1088 (1996) ومُددت بموجب القرار 1247 (1999)، كانت مطالبة بالتعاون مع بعثة مراقبي الأمم المتحدة في بريفلاكا.

## روابط خارجية
- نص القرار في undocs.org